# Nature Medicine
Nature Medicine è una rivista medica mensile sottoposta a revisione paritaria. Pubblicata dalla Nature Portfolio, tratta tutti gli aspetti della medicina. Il primo numero uscì in stampa nel gennaio 1995.
La rivista cerca di pubblicare articoli di ricerca che "dimostrino nuove intuizioni sui processi patologici, con evidenza dirette della rilevanza fisiologica dei risultati". Come per altre riviste afferenti a Nature, non esiste un comitato editoriale esterno, le decisioni editoriali sono prese da un team interno, anche se è prevista la revisione paritaria da parte di esperti esterni.
La rivista pubblica articoli su argomenti di attualità nel campo della ricerca biomedica, rivolgendosi a un pubblico di scienziati e medici. Gli argomenti trattati comprendono la biologia dei tumori, la ricerca cardiovascolare, la terapia genica, l'immunologia, lo sviluppo di vaccini e le neuroscienze.
Il caporedattore è João Monteiro.
Secondo il Journal Citation Reports, nel 2021 la rivista ha ricevuto un fattore di impatto pari a 58,7, collocandosi al primo posto su 296 riviste nella categoria "Biochimica e biologia molecolare".

## Indicizzazione
Gli abstract e gli articoli della rivista sono indicizzati da:
- Science Citation Index Expanded;
- Web of Science;
- Scopus;
- UGC.